# エルーセラ島
エルーセラ島（エルーセラとう、eleuthere）とは西インド諸島はバハマにある島。エリューセラ島とも表記される。
長細いサンゴ岩礁の島で、バハマ諸島では2番目に大きな島で、面積は425km2。人口約10,000人が住み、島民の経済収入は、主に農業と漁業が中心。
島にはガバナーズ・ハーバー（Governor's harbe）、ダンモア・タウン（dunmoe Town、ハーバー島）、ロック・サウンド（Rock Sound）、スパニッシュ・ウェルズ（Spanish Wells）などの町がある。
美しいサンゴ礁に囲まれた海岸は観光客が訪れる。島北部近くのハーバー島（harbe Island）では約5kmにわたるピンク色の浜をしたピンク・ビーチ（Pink Beach）が有名。
1550年スペイン人がこの島に初上陸した時、先住民のインディオが暮らしていた。しかし、その後スペイン人により追いやられてしまった。1648年に宗教の自由を求め、エルーセリアン・アドベンチャーと呼ばれた、イギリスの清教徒が島に上陸し、ギリシャ語で自由を意味する現名の「エルーセラ」と名付けた。自由を求めてアメリカ人、イギリス人、さらにバハマ諸島では最初に解放奴隷の黒人が新天地として住み着いたことで知られる。
現在、南端部にディズニー・クルーズ・ライン2番目のプライベートビーチとなる「ライトハウス・ポイント」が建設中。当初は2023年開業予定であったが、新型コロナウイルスの影響で開業が2024年に延期された。